# Lepadella sali
Lepadella sali är en hjuldjursart som beskrevs av Berzinš 1976. Lepadella sali ingår i släktet Lepadella och familjen Lepadellidae. Arten är reproducerande i Sverige. Inga underarter finns listade i Catalogue of Life.